# André Maelbrancke
André Maelbrancke   (Torhout, 23 d'abril de 1918 - Torhout, 26 de setembre de 1986) va ser un ciclista belga que va competir entre 1939 i 1955. En el seu palmarès destaca el Campionat de Bèlgica en ruta de 1942 i la Kuurne-Brussel·les-Kuurne de 1952.

## Palmarès
- 1942
  -  Campió de Bèlgica en ruta
- 1945
  - 1r al Circuit de Houtland
  - 1r a l'Elfstedenronde
- 1948
  - 1r al Gran Premi Briek Schotte
  - 1r al Circuit de Houtland-Torhout
- 1950
  - 1r al Circuit de Houtland
  - 1r al Gran Premi Briek Schotte
- 1951
  - 1r al Circuit de Houtland
- 1952
  - 1r a l'A través de Bèlgica i vencedor d'una etapa
  - 1r a la Kuurne-Brussel·les-Kuurne
- 1953
  - 1r al Circuit de Houtland-Torhout